# Jan Kardas
Jan Kardas ps. „Piotr” (ur. 1 stycznia 1921 w Rębielicach Królewskich, zm. 12 listopada 1999 w Częstochowie) – pułkownik Wojska Polskiego, jeden z założycieli Korpusu Wojska Polskiego, założyciel i do śmierci prezes Ogólnopolskiego Związku Byłych Żołnierzy Korpusu Wojska Polskiego w Częstochowie.

## Życiorys
Jan Kardas urodził się w 1921 roku w Rębielicach Królewskich, w rodzinie chłopskiej. W rodzinnej miejscowości ukończył szkołę powszechną – w roku 1934. We wrześniu 1935 wstąpił ochotniczo do 27 pułku piechoty w Częstochowie. Po napaści wojsk hitlerowskich na Polskę uczestniczył w walkach tego pułku pod Janowem, Złotym Potokiem, pod Szydłowcem, Radomiem, Puławami i Rejowicami, gdzie po ostatecznym rozbiciu pułku dostał się do niewoli. Osadzony w obozie przejściowym w Radomiu, 20 września zbiegł i szczęśliwie wrócił do domu. W 1940 roku wstąpił do ruchu konspiracyjnego ZWZ-AK. Od czerwca 1941, po złożeniu przysięgi dostał zadanie: miał przewodzić oddziałem Batalionów Chłopskich, jako komendant na terenie gminy Popów. Z tym oddziałem brał udział w licznych akcjach bojowych.
Za jego udział w walkach z Niemcami jesienią 1943 r. została aresztowana jego matka wraz z rodziną, później zamordowana w Auschwitz.
W wigilię Bożego Narodzenia 1944, w drodze na kolejną akcję bojową, wpadł w zasadzkę na Rynku Wieluńskim w Częstochowie. Osadzono go w więzieniu na Zawodziu. Po wkroczeniu Armii Czerwonej 16 stycznia 1945 został uwolniony i wrócił do domu. W kwietniu 1949 wraz z najbliższymi kolegami założył konspiracyjną organizację pod nazwą Korpus Wojska Polskiego, do której wstępowali młodzi entuzjaści niepodległościowi. W lutym 1950 roku nastąpiły liczne aresztowania członków tej organizacji. Wśród zatrzymanych znalazł się również Jan Kardas. W ubeckich więzieniach przeszedł gehennę przesłuchań: bito go i torturowano. W listopadzie 1951 sąd wojskowy skazał go na pięć lat ciężkiego więzienia i skierował do kamieniołomów w Strzelcach Opolskich. Schorowany i wycieńczony fizycznie, został zwolniony do domu po ponad trzech latach.
Działał społecznie w Lidze Obrony Kraju i Związku Inwalidów Wojennych. Założył Ogólnopolski Związek Byłych Żołnierzy Korpusu Wojska Polskiego i aż do śmierci pełnił w nim funkcję prezesa. Również jako prezes przez ponad siedem lat kierował Zarządem Wojewódzkim, a następnie Zarządem Okręgowym Związku Kombatantów Rzeczypospolitej Polskiej i Byłych Więźniów Politycznych w Częstochowie. Był członkiem Zarządu Głównego tego związku.
Uzyskał honorowy tytuł Weterana Walk Niepodległościowych.
Zmarł z powodu udaru mózgu 12 listopada 1999 roku w Poliklinice MSWiA w Częstochowie.

## Patronat
W 2000 roku w Rędzinach koło Częstochowy z inicjatywy dh. Anny Barwaniec i dh. Adama Szulca powstał zastęp „Ostatni Skaut”, który obrał sobie za patrona pułkownika Jana Kardasa. Rok później nastąpiło samorozwiązanie zastępu. W Gimnazjum nr 9 w Częstochowie dwóch zastępowych założyło Częstochowską Drużynę Harcerską „Tygrysy”, którą wówczas opiekowała się mgr Elżbieta Chodorowska. W 2001 r. drużyna otrzymała 25. numer. 12 listopada 2004 r. z rąk hm. Adriana Starońka – komendanta Hufca ZHP Częstochowa drużynie nadano imię pułkownika Wojska Polskiego Jana Kardasa ps. „Piotr”. Drużyna zmieniła nazwę na „Joyful”.
Harcerze aktywnie współpracowali z 44. kołem Związku Kombatantów Rzeczypospolitej Polskiej i Byłych Więźniów Politycznych w Rędzinach na czele z por. Stanisławą Gęsiarz. Drużyna utrzymywała także kontakt z żoną zmarłego, panią Czesławą Kardas. Rozkazem komendanta Hufca ZHP Częstochowa, drużynę zamknięto z powodu braku członków w 2007 r.